# هيئة كاليفورنيا التشريعية
هيئة كاليفورنيا التشريعية (بالإنجليزية: California State Legislature)‏ هي الهيئة التشريعية لولاية كاليفورنيا، تتكون من المجلس الأعلى مجلس شيوخ ولاية كاليفورنيا الذي يضم 40 مقعداً، والمجلس الأدنى جمعية ولاية كاليفورنيا الذي يضم 80 مقعداً.